# Benedikt II. Mahlmeister

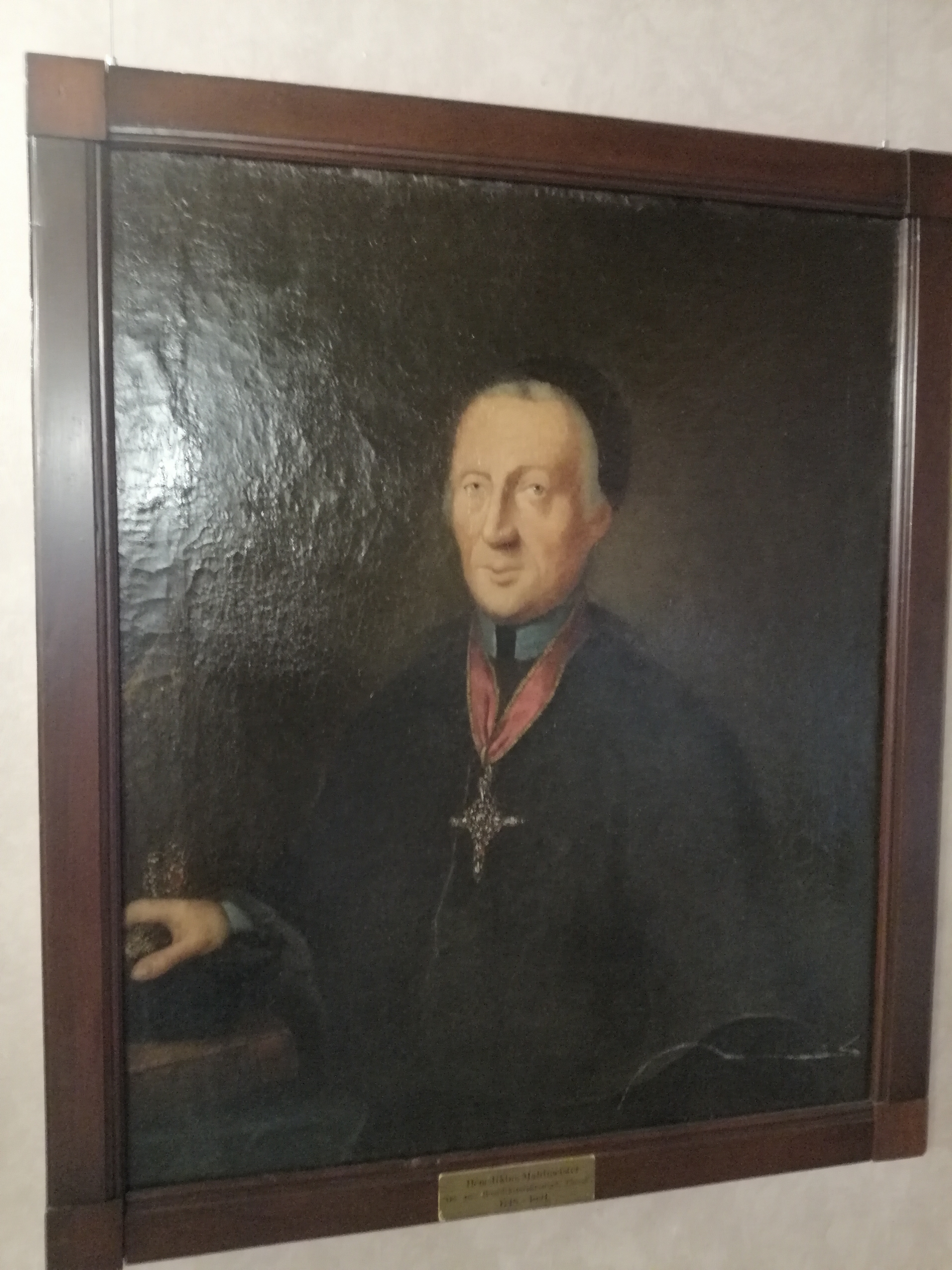
Porträt des Abtes Benedikt II. Mahlmeister im Volkacher Schelfenhaus

Benedikt II. Mahlmeister (bürgerlicher Name Adam Josef Ludwig Thaddäus Mahlmeister; * 19. August 1748 in Volkach; † 1. Januar 1821 in Elgersheim, heute Volkach) war von 1797 bis 1803 letzter Abt des Benediktinerklosters in Obertheres vor der Säkularisation.

## Leben und Wirken
Benedikt II. Mahlmeister wurde am 19. August 1748 als Adam Josef Ludwig Thaddäus Mahlmeister in der unterfränkischen Amtsstadt Volkach geboren. Sein Vater, Johann Christoph Mahlmeister, bekleidete das Amt des Stadtschreibers, seine Mutter hieß Maria Wilhelmine. Zunächst besuchte Mahlmeister in Volkach die Elementarschule, bevor er zur sogenannten Lateinschule wechselte. Ob er für seine höhere Schulbildung weiterhin in der Stadt blieb ist unklar.
Nach der Beendigung der Ausbildung legte er am 1. November 1768 sein Gelübde im Kloster Theres ab und erhielt den Namen des Ordensgründers Benedikt. Daraufhin nahm er ein Theologiestudium an der Universität Würzburg auf, nach dessen Abschluss Mahlmeister am 19. September 1772 die Priesterweihe empfing. Bereits am 4. Oktober desselben Jahres feierte Benedikt Mahlmeister Primiz in der Klosterkirche.
Nun stieg er innerhalb des Klosters schnell auf und bekleidete einige Ämter. Nach dem Tod seines Vorgängers Bernhard Breunig zu Beginn des Jahres 1797 gehörte Mahlmeister zu den Favoriten für die Nachfolge des Abtes. Am 27. Januar 1797 wurde er in geheimer Wahl zum neununddreißigsten Abt des Klosters Theres gewählt. Zunächst ließ der Abt die Andreaskapelle in Dampfach erweitern und mit Werken von Johann Peter Wagner verzieren, im Jahr 1802 wurde die Kirche konsekriert.
Im Zuge des Friedens von Lunéville musste Kurpfalzbayern auf seine linksrheinischen Gebiete verzichten und wurde mit großen Territorien der Bistümer Eichstätt, Bamberg und Würzburg entschädigt. Hierzu gehörte auch das Machtgebiet der Abtei Theres. Im Dezember 1802 wurde das Kloster von bayerischen Soldaten besetzt und am 12. Dezember 1802 aufgehoben.
Abt Benedikt erhielt eine jährliche Pension von 3500 Gulden, durch die der Emeritus den ehemaligen Ebracher Klosterhof in Elgersheim erwerben, wo er seinen Ruhestand verbrachte und am 1. Januar 1821 verstarb. Der ehemalige Abt wurde auf dem Volkacher Friedhof beigesetzt. Auf dem Friedhof in Volkach-Fahr wurde dem Verstorbenen ein Ehrengrabstein errichtet; beide Steine sind verschollen. Testamentarisch vermachte Mahlmeister seinen Ebracher Hof an die Stadt Volkach, die hier einen Pründnerhof einrichten sollte.
Volkach benannte die Straße Benedikt-Mahlmeister-Straße nach dem Abt. In Theres ist die Abt-Mahlmeister-Straße nach ihm benannt.

## Wappen
Das Wappen des Abtes befindet sich auf einer Zeichnung im Werk des Gabriel Vogt. Beschreibung: Drei, eins zu zwei gestellte heraldische Lilien, der Helm besitzt Büffelhörner, als Helmzier eine wachsende Puppe. Die Tingierung des Wappens ist nicht bekannt.